# Ритм (зупинний пункт)
Ритм (біл. Рытм) — зупинний пункт Гомельського відділення Білоруської залізниці на неелектрифікованій лінії Гомель — Калинковичі між станцією Демехи та зупинним пунктом Геолог. Розташований за 3,4 км на північний схід від села Ліски Речицького району Гомельської області.

## Пасажирське сполучення
На зупинному пункті Ритм зупиняються поїзди регіональних ліній економкласу сполученням:
- Гомель — Калинковичі;
- Гомель — Речиця;
- Гомель — Хойники.